# Гарабет Тавитјан
Гарабет Тавитјан (26. јун 1953, Скопље) је македонски бубњар и некадашњи члан групе Леб и сол. 1990. године оснива групу Парамецијум. Сарађивао је са Микијем Петковским (који је такође био члан групе Леб и сол), групом Tavitjan Brothers чији су чланови и оснивачи његови синови.

## Каријера

### Ране године
Музиком је почео да се бави 1965. године, као члан музичке групе "Пламени", затим групе "Безимени", "Вихори", "Република 1903", "Брег", "Тор" као и група "Егзит" са којим је Гаро 1989 освојио прву награду на међународном фестивалу у Опатији.

### 1970-е
Од 1974. године је члан Друштва естрадних уметника, а претходно је био члан тадашње концертне дирекције. Од 1976. године Гаро је члан музичке групе "Леб и сол". Са групом Леб и сол Гаро изводи на хиљаде концерата широм бивше Југославије и Европе и наступа на најзначајнијим концертним сценама и фестивалима. Заједно са оригиналном поставом Леб и сола снимио је прва 3 албума и снимио преко 10 албума из њиховог целокупног дискографског стваралаштва за које је добио награде: Златну, Сребрну и Платинум плочу од издавачке куће РТБ ПГП. За рад са Леб и сол Гарабет је добијао награде у тадашњој Југославији, као и у Македонији и на неколико међународних награда за најуспешније представљање македонске културе и за најбољег музичара и инструменталисте, као и за посебан допринос музици. Више пута је проглашен и награђиван за најбољег бубњара у Југославији и Македонији од стране најрелевантнијих критичара, часописа, ТВ и штампаних медија.

### 1980-е
Након ангажмана са Леб и сол, добио је позив од легендарног југословенског бенда Бијело дугме и са Гораном Бреговићем и Жељком Бебеком одсвирао турнеју на 40 стадионских концерата по Бугарској.
1981. године, на позив легендарне бивше југословенске звезде Оливера Мандића, снимио је албум „Пробај ме”.
Гарабет Тавитјан је аутор неколико значајних мултимедијалних пројеката из области филма, позоришта, балета и документарног филма у сарадњи са реномираним редитељима и писцима међу којима су: Горан Стефановски (музика за представу „Дивље месо“, „Тумба дивина“ и музика за емисију "Бушава Азбука"), Дарко Марковић (музика за анимиране филмове), Зоран Амар (музика за играни филм "Шмекер" у југословенској продукцији), Љубомир Брангјолица (музика за балет "То је човек"), Живко Чинго („Пасквелија“), Петар Хаџи Бошков, Драган Абјанић (музика за видео уметност „Процесија“) и многи други пројекти за које је добитник награда и признања.

### 1990-е
Гарабет Тавитјан је 1990. године основао своју фјужн музичку групу "Парамециум" кроз коју је реализовао своје међународне музичке активности у периоду од 1990. до 2006. године. Концепт ове формације је фокусиран на разраду македонске традиционалне музике кроз врхунски уметнички џез рок израз са префињеним виртуозним соло деоницама. Са групом Парамециум Гарабет реализује велики број међународних концертних наступа, реализује 4 албума и добија неколико награда, укључујући и за најбољи и најквалитетнији музички бенд у Македонији и шире.
Рад Гарабета Тавитјана усмерен је на разраду македонских традиционалних ритмова и њихову употребу, тј. имплементација у модерне музичке стилове кроз употребу великог инструментала удараљки као што су бубњеви, удараљке, бурад, звона и низ експерименталних извора удараљки које Гарабет користи у свом богатом опусу. Гарабет је реализовао и 4 солистичка концертна пројекта са перкусионим инструментима на којима изводи целу музичку идеју уживо. Први је реализовао концепт - солистички концерт за бубњеве и удараљке у Македонији и региону. Као резултат ових пројеката следи учешће на фестивалу „Златна ружа“ који се одржава у Монтреу у Швајцарској где Гарабет са својим соло идејним пројектом за удараљке под називом „Звезде, зидови, ритмови“ представља Македонију 1997. године.

### 2000-е
Гарабет Тавитјан 2005. године обележава свој јубилеј „40 година активног рада” и међународну музичку каријеру концертом и дуплим издањем музичког ЦД-а. музичка компилација / ретроспектива његовог рада под називом "Најбоље од Гароа и Парамецијума"
Године 2008. Гарабет Тавитјан са браћом Дираном и Гаром Тавитјаном ујединио је балканске певаче: Јосипа Лисац, Оливер Драгојевић, Жељко Бебек, Горан Бреговић, Тереза Кесовија, Аки Рахимовски, Жељко Јоксимовић, Александра Радовић, Антонија Шола, Калиопи, Каролина у извођењу македонских традиционалних песама у обради и продукцији браће Тавитјан. Овај пројекат носи назив "Македонско срце куца у 7/8". Албум је објављен у Македонији као и за хрватску дискографску кућу Кроација Рекордс и српску кућу Сити Рекордс.

### 2010-е до данас
Гарабет је 2012. године овим пројектом заједно са браћом Тавитјан и балканским легендама реализовао концерт поводом Дана независности Републике Македоније у сарадњи са Министарством културе у народној арени Филип II пред више од 70.000 посетилаца.
Гарабет је 2017. године добио државну награду „Свети Климент“ за највиша достигнућа у области културе и уметности.
2020. године обележио је 55. годишњицу каријере целовечерњим солистичким концертом и изложбом уметничких дела у Македонској филхармонији.
2021. године добија Награду за животно дело за посебан допринос развоју бубњева и културе на Балкану од регионалног фестивала Дам Драм из Србије.

## Албуми

### Албуми са Леб и сол
- Леб и сол (1978)
- Леб и сол 2 (1978)
- Ручни рад (1979)
- Бесконачно (1981)
- Звучни зид (1986)
- Као какао (1987)
- Путујемо (1989)